# Meridià 35 a l'est
El meridià 35 a l'est de Greenwich és una línia de longitud que s'estén des del pol Nord travessant l'oceà Àrtic, Europa, Turquia, Àfrica, l'oceà Índic, l'oceà Antàrtic i l'Antàrtida fins al pol Sud.
El meridià 35 a l'est forma un cercle màxim amb el meridià 145 a l'oest. Com tots els altres meridians, la seva longitud correspon a una semicircumferència terrestre, uns 20.003,935 km. Al nivell de l'Equador, és a una distància del meridià de Greenwich de 3.785 km.

## De Pol a Pol
Començant en el pol Nord i dirigint-se cap al pol Sud, aquest meridià travessa:
| Coordenades                             | País, territori o mar | Notes                                                         |
| --------------------------------------- | --------------------- | ------------------------------------------------------------- |
| 90° 0′ N, 35° 0′ E / 90.000°N,35.000°E  | Oceà Àrtic            |                                                               |
| 80° 18′ N, 35° 0′ E / 80.300°N,35.000°E | Mar de Barents        |                                                               |
| 69° 12′ N, 35° 0′ E / 69.200°N,35.000°E | Rússia                | Península de Kola                                             |
| 66° 33′ N, 35° 0′ E / 66.550°N,35.000°E | Mar Blanc             | Golf de Kandalakxa                                            |
| 65° 45′ N, 35° 0′ E / 65.750°N,35.000°E | Rússia                | Illa de Nikonov                                               |
| 65° 43′ N, 35° 0′ E / 65.717°N,35.000°E | Mar Blanc             |                                                               |
| 64° 45′ N, 35° 0′ E / 64.750°N,35.000°E | Rússia                | Illa de Xujostrov                                             |
| 64° 44′ N, 35° 0′ E / 64.733°N,35.000°E | Mar Blanc             | Golf d'Onega                                                  |
| 64° 25′ N, 35° 0′ E / 64.417°N,35.000°E | Rússia                | Passa a través de Llac Onega                                  |
| 51° 14′ N, 35° 0′ E / 51.233°N,35.000°E | Ucraïna               |                                                               |
| 46° 15′ N, 35° 0′ E / 46.250°N,35.000°E | Mar d'Azov            |                                                               |
| 45° 44′ N, 35° 0′ E / 45.733°N,35.000°E | Ucraïna               | Crimea (reclamada i controlada per Rússia)                    |
| 44° 50′ N, 35° 0′ E / 44.833°N,35.000°E | Mar Negre             |                                                               |
| 42° 5′ N, 35° 0′ E / 42.083°N,35.000°E  | Turquia               |                                                               |
| 36° 43′ N, 35° 0′ E / 36.717°N,35.000°E | Mar Mediterrània      |                                                               |
| 32° 50′ N, 35° 0′ E / 32.833°N,35.000°E | Israel                |                                                               |
| 32° 16′ N, 35° 0′ E / 32.267°N,35.000°E | Cisjordània           |                                                               |
| 32° 4′ N, 35° 0′ E / 32.067°N,35.000°E  | Israel                |                                                               |
| 31° 51′ N, 35° 0′ E / 31.850°N,35.000°E | Cisjordània           | Per uns 5km                                                   |
| 31° 49′ N, 35° 0′ E / 31.817°N,35.000°E | Israel                |                                                               |
| 31° 38′ N, 35° 0′ E / 31.633°N,35.000°E | Cisjordània           |                                                               |
| 31° 21′ N, 35° 0′ E / 31.350°N,35.000°E | Israel                |                                                               |
| 29° 36′ N, 35° 0′ E / 29.600°N,35.000°E | Jordània              |                                                               |
| 29° 21′ N, 35° 0′ E / 29.350°N,35.000°E | Aràbia Saudita        |                                                               |
| 28° 6′ N, 35° 0′ E / 28.100°N,35.000°E  | Mar Roig              |                                                               |
| 24° 49′ N, 35° 0′ E / 24.817°N,35.000°E | Egipte                |                                                               |
| 22° 51′ N, 35° 0′ E / 22.850°N,35.000°E | Triangle d'Halaib     | Territori disputat, controlat per Egipte i reclamat per Sudan |
| 22° 0′ N, 35° 0′ E / 22.000°N,35.000°E  | Sudan                 |                                                               |
| 11° 20′ N, 35° 0′ E / 11.333°N,35.000°E | Etiòpia               | Per uns 18km                                                  |
| 11° 10′ N, 35° 0′ E / 11.167°N,35.000°E | Sudan                 | Per uns 6km                                                   |
| 11° 7′ N, 35° 0′ E / 11.117°N,35.000°E  | Etiòpia               |                                                               |
| 6° 28′ N, 35° 0′ E / 6.467°N,35.000°E   | Sudan del Sud         | Per uns 9km                                                   |
| 6° 24′ N, 35° 0′ E / 6.400°N,35.000°E   | Etiòpia               |                                                               |
| 6° 1′ N, 35° 0′ E / 6.017°N,35.000°E    | Sudan del Sud         | Per uns 6km                                                   |
| 5° 58′ N, 35° 0′ E / 5.967°N,35.000°E   | Etiòpia               | Per uns 4km                                                   |
| 5° 56′ N, 35° 0′ E / 5.933°N,35.000°E   | Sudan del Sud         |                                                               |
| 4° 37′ N, 35° 0′ E / 4.617°N,35.000°E   | Kenya                 |                                                               |
| 1° 58′ N, 35° 0′ E / 1.967°N,35.000°E   | Uganda                |                                                               |
| 1° 40′ N, 35° 0′ E / 1.667°N,35.000°E   | Kenya                 |                                                               |
| 1° 32′ S, 35° 0′ E / 1.533°S,35.000°E   | Tanzània              |                                                               |
| 11° 34′ S, 35° 0′ E / 11.567°S,35.000°E | Moçambic              |                                                               |
| 13° 36′ S, 35° 0′ E / 13.600°S,35.000°E | Malawi                | Passa a través de Llac Malawi                                 |
| 16° 47′ S, 35° 0′ E / 16.783°S,35.000°E | Moçambic              |                                                               |
| 19° 47′ S, 35° 0′ E / 19.783°S,35.000°E | Oceà Índic            |                                                               |
| 20° 46′ S, 35° 0′ E / 20.767°S,35.000°E | Moçambic              |                                                               |
| 24° 40′ S, 35° 0′ E / 24.667°S,35.000°E | Oceà Índic            |                                                               |
| 60° 0′ S, 35° 0′ E / 60.000°S,35.000°E  | Oceà Antàrtic         |                                                               |
| 68° 59′ S, 35° 0′ E / 68.983°S,35.000°E | Antàrtida             | Terra de la Reina Maud, reclamat per Noruega                  |